# Ceroctis pilosicollis
Ceroctis pilosicollis es una especie de coleóptero de la familia Meloidae.

## Distribución geográfica
Habita en Angola.